# Боливија на Светском првенству у атлетици у дворани 2024.
Боливија је учествовала на 19. Светском првенству у атлетици у дворани 2024. одржаном у Глазгову од 1. до 3. марта петнаести пут. Репрезентацију Боливије представљала је 1 атлетичарка, која се такмичила у трци на 60 метара.,
На овом првенству такмичарка Боливије није освојила ниједну медаљу али је оборила национални и лични рекорд.

## Учесници
Жене:
- Гвадалупе Торез — 60 м

## Резултати

### Жене
| Атлетичар       | Дисциплина | Лични рекорд | Квалификације | Квалификације | Полуфинале            | Полуфинале            | Финале                | Финале  | Детаљи |
| Атлетичар       | Дисциплина | Лични рекорд | Резултат      | Место         | Резултат              | Место                 | Резултат              | Место   | Детаљи |
| --------------- | ---------- | ------------ | ------------- | ------------- | --------------------- | --------------------- | --------------------- | ------- | ------ |
| Гвадалупе Торез | 60 м       | 7,32НР       | 7,50(.497)    | 6 у гр. 3     | Није се квалификовала | Није се квалификовала | Није се квалификовала | 44 / 53 |        |